# Diocese de Timmins
A Diocese de Timmins (Dioecesis Timminsensis) é uma diocese localizada na cidade de Timmins na província de Ontário, pertencente a Arquidiocese de Ottawa-Cornwall no Canadá. Foi fundada em 1908 pelo Papa Pio X. Inicialmente foi fundada como Vicariato Apostólico de Temiskaming, mis tarde foi elevado à diocese com o nome atual. Com uma população católica de 58.900 habitantes, sendo 60,3% da população total, possui 24 paróquias com dados de 2018.

## História
Em 21 de setembro de 1908 o Papa Pio X cria o Vicariato Apostólico de Temiskaming a partir do território da Diocese de Pembroke. Em 1915 o vicariato é elevado à diocese com o nome de Diocese de Haileybury. Em 1938 a diocese perde território para a criação da então Prefeitura Apostólica do Norte de Ontário, futura Diocese de Hearst-Moosonee. Em 1938 a diocese perde território para a formação da Diocese de Amos e do Vicariato Apostólico de Baie de Jame, futura Diocese de Hearst-Moosonee. No mesmo ano a Diocese de Haileybury tem seu nome alterado para Diocese de Timmins. Em 1973 novamente perde território, dessa vez para a criação da Diocese de Rouyn-Noranda.

## Lista de bispos
A seguir uma lista de bispos desde a criação do vicariato apostólico em 1908, em 1915 é elevado à diocese.
|                                   | Nome                   | Período           | Notas                         |
| Bispos de Timmins                 | Bispos de Timmins      | Bispos de Timmins | Bispos de Timmins             |
| --------------------------------- | ---------------------- | ----------------- | ----------------------------- |
| 6º                                | Serge Patrick Poitras  | 2012 -            |                               |
| 5º                                | Paul Marchand, S.M.M.  | 1999 - 2011       | Faleceu no cargo              |
| 4º                                | Gilles Cazabon, O.M.I. | 1992 - 1997       | Nomeado bispo de Saint-Jérôme |
| 3º                                | Jacques Landriault     | 1971 - 1990       |                               |
| 2º                                | Maxime Tessier         | 1955 - 1971       |                               |
| 1º                                | Louis Rhéaume, O.M.I.  | 1938 - 1955       | Faleceu no cargo              |
| Bispos de Haileybury              |                        |                   |                               |
| 2º                                | Louis Rhéaume, O.M.I.  | 1923 - 1938       | Nomeado bispo dessa diocese   |
| 1º                                | Élie Anicet Latulipe   | 1915 - 1922       | Faleceu no cargo              |
| Vigário Apostólico de Temiskaming |                        |                   |                               |
| 1º                                | Élie Anicet Latulipe   | 1908 - 1915       | Nomeado bispo de Haileybury   |
| Bispo coadjutor                   |                        |                   |                               |
| 1º                                | Maxime Tessier         | 1953 - 1955       | Nomeado bispo dessa diocese   |